# زوالن
زوالن (به انگلیسی: Zoalene) با فرمول شیمیایی C8H7N3O5 یک ترکیب شیمیایی با شناسه پاب‌کم 3092 است. که جرم مولی آن ۲۲۵٫۱۶ گرم بر مول می‌باشد. 